# NGC 6782
NGC 6782 is een balkspiraalstelsel in het sterrenbeeld Pauw. Het ligt 183 miljoen lichtjaar van de Aarde verwijderd en werd op 12 juli 1834 ontdekt door de Britse astronoom John Herschel.

## Synoniemen
- ESO 142-1
- FAIR 57
- IRAS 19195-6001
- PGC 63168